# Раттен, Пол
Пол Ра́ттен (англ. Paul Wratten; 29 ноября 1970) — английский футболист, полузащитник. Выступал за английские клубы «Манчестер Юнайтед», «Хартлпул Юнайтед» и «Бишоп-Окленд».

## Футбольная карьера
Уроженец Мидлсбро (графство Йоркшир), Раттен начал футбольную карьеру в академии «Манчестер Юнайтед». 28 мая 1987 года подписал с клубом любительский контракт, а в декабре следующего года — профессиональный контракт. 2 апреля 1991 года дебютировал в основном составе «Манчестер Юнайтед» в матче Первого дивизиона против «Уимблдона» на стадионе «Олд Траффорд», выйдя на замену Стиву Брюсу. 11 мая 1991 года провёл свой второй (и последний) матч за «Юнайтед» в игре против «Кристал Пэлас». Летом 1992 года покинул клуб в качестве свободного агента.
В 1992 году подписал контракт с клубом «Хартлпул Юнайтед». Дебютировал за него 23 сентября 1992 года в матче Кубка Футбольной лиги против «Шеффилд Уэнсдей». Провёл за команду 67 матчей во всех турнирах и забил 1 гол с 1992 по 1994 год.
В 1994 году покинул «Хартлпул Юнайтед» в качестве свободного агента. Короткое время тренировался в составе «Йорк Сити», однако не сыграл за основную команду. В дальнейшем выступал за клуб «Бишоп-Окленд» в Северной Премьер-лиге.